# Xã Richland, Quận Little River, Arkansas
Xã Richland (tiếng Anh: Richland Township) là một xã thuộc quận Little River, tiểu bang Arkansas, Hoa Kỳ. Năm 2010, dân số của xã này là 18 người.